# El Muntet de Blat
El Muntet de Blat és una muntanya de 654 metres que es troba al municipi de Sarral, a la comarca de la Conca de Barberà. El pujol presideix el Barranc del Salt, l'Obac del Coix i l'avenc conegut com a carrer dels Cavallers. Forma part d'una de les rutes de senderisme, la Ruta del Cogulló.